# John Cooper Clarke
John Cooper Clarke, även förkortat JCC, född 25 januari 1949 i Salford, Lancashire, är en poet och artist från Storbritannien. Han blev känd på 1970-talet som "punkpoet".

## Biografi
John Cooper Clarkes karriär tog fart på 1970-talet, då hans första skiva spelades in. Innan dess hade han uppträtt huvudsakligen i Manchesterområdet som en del av en växande rebelliska musikrörelse. Snart var Clarke en prominent figur i punkmiljön och värmde upp för grupper som Joy Division, The Fall, New Order och Duran Duran. Han dök också upp som gästartist hos andra kända band, bland andra Sex Pistols, Buzzcocks och The Clash.
1983 släppte han sin första diktsamling ’10 Years in An Open Necked Shirt’. Sedan dess har han släppt flera album och två ytterligare diktsamlingar så sent som 2008 och 2024. 2013 blev han hedersdoktor vid University of Salford.
Clarke släppte sin självbiografi ‘I Wanna Be Yours’ 2020. Titeln är hämtad från hans dikt med samma namn. I boken redovisar JCC sin vilda uppväxt i Salford, utanför Manchester, och drömmen om att bli en 'professionell poet' och scenartist. Han redovisar också effekterna av berömmelsen, kampen med sitt missbruk och sin status idag som erkänd brittisk poet. 

## Diskografi

### Album
- Où est la maison de fromage? (1978), Rabid
- Disguise in Love (1978), Epic - AUS No. 100
- Walking Back to Happiness (1979), Epic (Liva album)
- Snap, Crackle & Bop (1980), Epic - UK No. 26, AUS No. 99
- Zip Style Method (1982), Epic - UK No. 97
- This Timme It's Personal with Hugh Cornwell (2016), Sony - UK No. 34
- The Luckiest Guy Alive (2018), Macmillan Digital Audio

#### Samlingsalbum
- Me and My Big Mouth (1981), Epic
- Word of Mouth: The Very Best of John Cooper Clarke (2002), Sony
- Anthologia (2015), Sony

### Diktsamlingar
- Directory (1979), Omnibus
- Ten Years in an Open Necked Shirt (1983), Arena
- The Luckiest Guy Alive (2018), Picador
- What (2024), Pan Macmillan, ISBN 9781035033164

### Prosa
- I Wanna Be Yours (2020), Picador, ISBN 1509896104